# بستراب جنوبگان

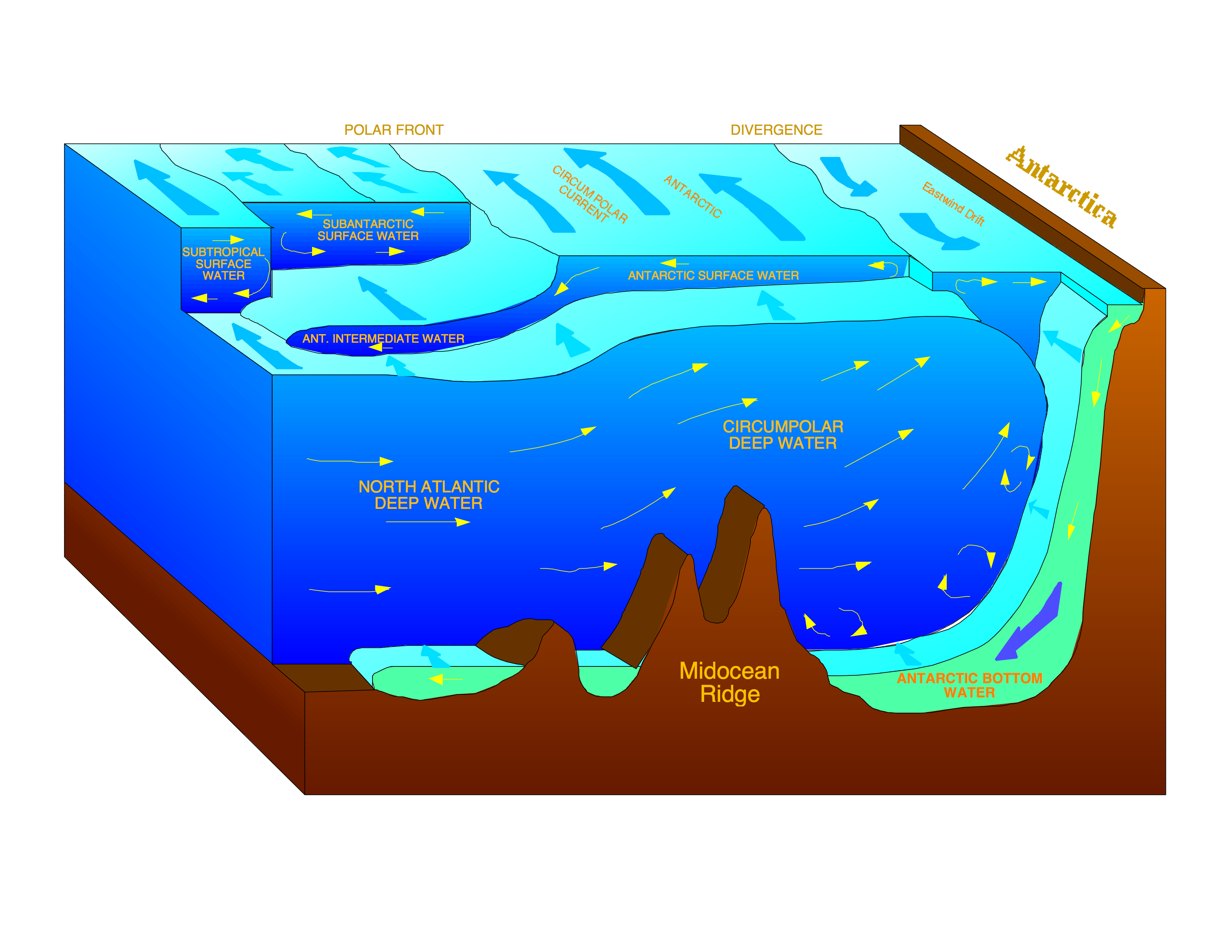
بسترآب جنوبگان در مدل به رنگ سبز نشان داده شده است

بستراب جنوبگان (Antarctic bottom water, AABW) تودهٔ آب سردی است که در اطراف قطب جنوب به علت چگالی زیاد به درون اقیانوس فرومی‌رود و با بستر اقیانوس در تماس است. بستراب جنوبگان سردترین آب کف اقیانوسی جهان است و درصد اکسیژن نیز در آن بالا است.
دمای این بستراب بین منفی ۰.۸ تا دو درجه سانتی‌گراد و شوری آن از ۳۴.۶ تا ۳۴.۷ پی‌اس‌یو است. بستراب جنوبگان چگال‌ترین توده آب در اقیانوس‌های جهان است و یافته‌ها نشان می‌دهد که آب‌های تمامی اقیانوس‌هایی که با اقیانوس منجمد جنوبی در ارتباطند در ژرفای پایین‌تر از چهار هزار متر از بستراب جنوبگان تشکیل شده‌است.